# Piotr Zalewski (1935–2020)
Piotr Zalewski (ur. 28 września 1935 w Warszawie, zm. 24 października 2020 w Krakowie) – polski specjalista mechanizacji rolnictwa i ergonomii, rektor Akademii Rolniczej w Krakowie w latach 1984-1985 i 1989-1990
W 1957 uzyskał tytuł magistra inżyniera nauk agrotechnicznych na Wydziale Rolniczym Wyższej Szkoły Rolniczej w Krakowie. Następnie pracował w Katedrze Mechanizacji Rolnictwa WSR jako asystent (1957-1965) i adiunkt (1965-1974). Od 1965 należał do senatu uczelni, m.in. jako przewodniczący Senackiej  Komisji Nauki (do 1999) i Komisji Rozwoju Uczelni (1999-2002). W 1968 uzyskał stopień doktora, zaś w 1973 - habilitację z zakresu mechanizacji rolnictwa i ogrodnictwa. W 1974 uzyskał tytuł docenta, w 1983 profesora nadzwyczajnego, w 1992 - profesora zwyczajnego. W latach 1977–1981 i 1986-1992 był wicedyrektorem Instytutu Mechanizacji i Energetyki Rolnictwa Akademii Rolniczej w Krakowie. W latach 1981–1984 sprawował funkcję prorektora AR. Od 1984 do 1985 i od 1989 do 1990 był jej rektorem. Od 1993 był kierownikiem Katedry Eksploatacji Maszyn Rolniczych. Odbył staże naukowe na uczelniach w Silsoe (1966/67), Hohenheim (1975) i Wageningen (1979). Był promotorem siedmiu prac doktorskich.
Zasiadał w Radzie Głównej Szkolnictwa Wyższego IV kadencji (1991-1993), Sekcji Uczelni Rolniczych Rady Głównej Szkolnictwa Wyższego (1993-1996), Radzie Ochrony Pracy przy Sejmie RP (1989-1992), Komitecie Techniki Rolniczej i Komitecie Ergonomii PAN i Komisji Ergonomicznej oddziału PAN w Krakowie. Przewodniczył zespołowi ds. techniki rolniczej i leśnej Akademickiej Komisji Akredytacyjnej. Należał do członków założycieli Polskiego Towarzystwa Ergonomicznego i Polskiego Towarzystwa Inżynierii Rolniczej.
Opublikował około 80 prac naukowo-badawczych, m.in. podręcznik Ergonomia dla mechanizatorów rolnictwa (z Wacławem Pleszczyńskim, Warszawa 1979 i 1985), uzyskał 2 patenty. Do jego najważniejszych zainteresowań badawczych należały: ergonomiczne rozwiązanie sadzarek, maszyn do zbioru ziemniaków i linii technologicznych do obróbki pozbiorowej ziemiopłodów, stanowiska pracy na kombajnach, mikroklimat w kabinach maszyn i pojazdów rolniczych oraz bezpieczeństwo eksploatacji ciągników na zboczach.
Pochowany na cmentarzu Rakowickim w Krakowie (kwatera XIVa-11-8).